# Sarah Dawn Finer

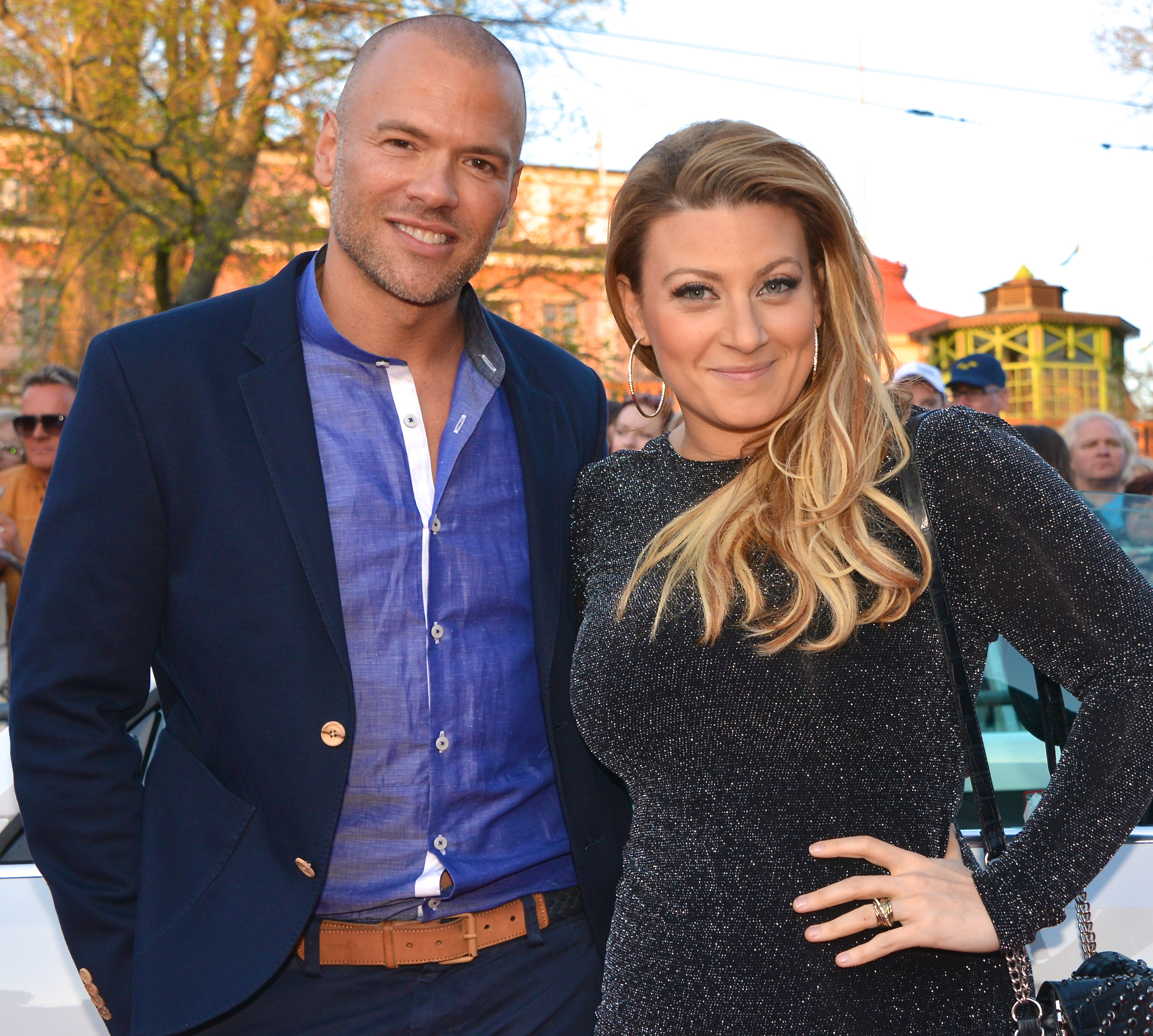
Andreas Lundstedt och Sarah Dawn Finer vid invigningen av Abbamuseet i maj 2013.

Sara ("Sarah") Dawn Finer, född 14 september 1981 i Adolf Fredriks församling, Stockholm, är en svensk sångare, låtskrivare, programledare och skådespelerska. Hon medverkade i olika typer av musik-, teater-, film- och tv-sammanhang som sångerska och skådespelare, innan hon 2005 gav ut sin första EP med eget material och har därefter släppt flera egna guldsäljande soloskivor. Hon har också spelat huvudroller på musikalscenen och lett flera TV-program.

## Uppväxt och bakgrund
Sarah Dawn Finer är född och uppvuxen i Sverige, men har brittiskt och amerikanskt påbrå genom sina föräldrar. Hon är dotter till London-födde medicinske skribenten David Finer och New York-födda psyko- och dansterapeuten Francine Lee Mirro-Finer.
Hon är halvsyster till musikalartisten och koreografen Rennie Mirro och syster till sångerskan Zoie Finer. Hennes farfar var läkaren och hypnosspecialisten Basil Finer och farmor var opera- och romanssångerskan och sångarprofessorn Dorothy Irving.
Sarah Dawn Finers musikintresse kom tidigt. Förutom sin sjungande farmor hade hon i familjen sin halvbror Rennie Mirro och hans far, bluesartisten Eric Bibb. 1989 började hon som barnskådespelare i tv-serien Maskrosbarn på SVT. Detta väckte hennes intresse för framträdande, så därefter åkte hon och storasyster Zoie Finer på turné i Sverige med olika barngrupper. 1994 fick hon en roll i tv-serien Bert. När hon var 12 år började hon sjunga i gospel- och soulkören One Voice, där hon var medlem i sju år. Det blev ett flertal konserter, turnéer och skivinspelningar.
Som tonåring körade hon bakom många stora artister och arbetade många år i studio som sångerska åt några av landets största låtskrivare. Hon medverkade också i tonåren i tv-serier som filmer, men även olika talangjakter. Samtidigt studerade hon vid Adolf Fredriks Musikskola och Rytmus i Stockholm.

## Karriär

### Musik
Innan Finer gav ut sin första skiva hade hon redan hunnit uppträda med artister som Peter Jöback, Moneybrother, Björn Skifs, Robyn, Putte Wickman och körat på otaliga skivor, turnéer och shower med allt från Agnetha Fältskog, Eric Gadd, Stephen Simmonds, till Jonas Gardell, Dilba, Martin Stenmarck, och Teddybears. Hon har bland annat spelat in duetter med Moneybrother, Mauro Scocco, Peter Jöback, Samuel Ljungblahd, Fatboy och Patrik Isaksson.
Hennes första fullängdsalbum, A Finer Dawn, gavs ut 2007 med musik som hon skrivit själv. 
Den sålde guld och innehöll bland annat den populära I Remember Love som kom på fjärde plats i Melodifestivalen, låg etta på Svensktoppen och flera andra listor, samt sålde guld som singel.
Två år senare, 2009, fick hon en ny hit med Melodifestivalsbidraget "Moving On", som också blev titeln på hennes andra soloalbum och som gavs ut den 26 augusti samma år. Andra singlar från det albumet var Standing Strong och Does She Know You. Hon skrev de 13 låtarna tillsammans med bland andra Dilba, Magnus Tingsek, Fredrik Kempe, Peter Hallström, Peter Kvint, Michel Zitron, och Glen Scott.
I Remember love var årets mest spelade låt på svensk radio 2007 och Moving On var årets mest spelade låt på svensk radio 2009.
Under 2009 skrev hon dessutom musik till filmen Så olika i regi av Helena Bergström.
År 2010 släppte hon sitt tredje guldsäljande album, Vinterland, ett Julalbum som blev mycket hyllat, och med vilket hon fick göra en julkonsert på SVT 2010. Hon tog sedan ut  Vinterland  på en stor liveturné vintern 2011 med Jesper Nordenström, Goran Kajfes, Per Lindvall, Sven Lindvall, Ola Gustafsson och Göran Eriksson i bandet.
Finer har dessutom spelat förband åt Gavin DeGraw och medverkat i några av Sveriges största TV-program under åren.
Under 2012 gav hon ut singlarna Nu vet du hur det känns, Balladen om ett brustet hjärta och albumet Sanningen kommer om natten som fick 5/5 av Jan Gradvall i DI Weekend. "Sanningen kommer om natten" åkte sen ut på en kritikerrosad turné 2013.
2013 släppte hon singeln "The Winner Takes It All" efter sitt framträdande i finalen av Eurovision Song Contest.
År 2014 deltog hon med låten "Rise With Me" till albumet F! som var  Feministiskt initiativs valskiva inför Riksdagsvalet 2014.
Under 2014 gav hon sig ut på sin första sommarturné. Under hösten/vintern tog hon upp turnén Winterland igen för utsålda hus. Samma år deltog hon i tv-programmet "Tack för musiken" som leddes av Niklas Strömstedt.

### Film, teater och tv
Hon TV-debuterade den 3 oktober 1993 i tävlingen Söndagsfestivalen i SVT-programmet Söndagsöppet med låten Kom regn, kom sol. Som skådespelare har man kunnat se henne i bland annat krogshowen Humorator på Grand Hôtel i Stockholm, filmen Bert – den siste oskulden (som Camilla Gevert), Maskrosbarn, Hus i helvete, Kärlek delux och svenska originaluppsättningen av musikalen Rent (på Göta Lejon, Riksteatern och Göteborgsoperan) och Godspell på Stadsteatern/Parkteatern. Hon hade en biroll i filmen "Så olika" av Helena Bergström.
Hon medverkade även i Ugglas Revy med Magnus Uggla på Chinateatern 2010 och "Happy Holidays" på Grand Hotel med Rennie Mirro och Karl Dyall. Hon har också dubbat roller och sjungit i tecknad film och tv.
Finer spelade den ena kvinnliga huvudrollen, Lucy, i musikalen Jekyll & Hyde på Chinateatern den 26 januari 2008. För den rollen nominerades hon även till en guldmask för bästa kvinnliga huvudroll 2008.
Finer utsågs till 2012 års julvärd i SVT och mottog SKAP:s låtskrivarstipendium 2013.
Finer var Vinterpratare i P1 år 2009 och Sommarpratare i P1 år 2013.
Finer var en av värdarna för Sveriges Radios radio-/tvsända Musikhjälpen i december 2013, tillsammans med radioprofilerna Kodjo Akolor och Emma Knyckare.
I programmet Melodifestivalen 2012 och 2013 spelade hon även den humoristiska rollfiguren "Lynda Woodruff", en entusiastisk brittisk dam som jobbar inom EBU. Finer spelade även rollfiguren när hon lämnade Sveriges röster i Eurovision Song Contest 2012 samt i flera sketcher under Eurovision Song Contest 2013 i Malmö.
2018 tog hon över Så ska det låta i Sveriges Television.

## Melodifestivalen
Sarah Dawn Finer har tävlat i Melodifestivalen både 2007 och 2009, var den svenska jurygruppens ordförande i Eurovision Song Contest 2009 då hon också läste upp Sveriges röster samt satt i panelen som tyckte till om alla bidrag i SVT-programmet Inför Eurovision Song Contest 2011.
Hon var tillsammans med Helena Bergström och Gina Dirawi programledare för Melodifestivalen 2012. År 2016 var hon side-kick i en deltävling till Dirawi och 2019 återkom hon som programledare tillsammans med Kodjo Akolor, Marika Carlsson och Eric Saade.
Finer deltog för första gången i Melodifestivalen 2007 med balladen I Remember Love, skriven av henne själv och Peter Hallström. Bidraget deltog i semifinalen i Gävle och gick direkt vidare till finalen i Globen, där det slutade på fjärde plats. Bidraget låg sedan etta en vecka (och under flera veckor tvåa) på Svensktoppen och hade höga placeringar på både Trackslistan och Sverigetopplistan.
Hon deltog åter i Melodifestivalen 2009 med låten Moving On som via andra chansen (i Norrköping den 7 mars) gick vidare till finalen i Globen den 14 mars 2009. Där placerade sig låten på sjätte plats. Båda låtarna blev Sveriges mest spelade låt av en svensk artist på radio, sina respektive år, 2007 och 2009.

## Diskografi

### Album
- 2007 – A Finer Dawn
- 2009 – Moving On
- 2010 - Winterland
- 2011 – En riktigt god jul (tillsammans med Malena Ernman)
- 2012 – Sanningen kommer om natten
- 2014 – Vinterland

### EP
- 2005 – Sarah Dawn Finer

### Singlar
- 2007
  - I Remember Love
  - Stay
  - A Way Back to Love
  - Stockholm By Morning

- 2008
  - Does She Know You (digitalt)

- 2009
  - Moving On
  - Standing Strong

- 2010
  - Kärleksvisan
  - I'll Be Your Wish Tonight

- 2011
  - Is Anybody There - duett med Samuel Ljungblahd

- 2012
  - Nu vet du hur det känns
  - Balladen om ett brustet hjärta

## Filmografi och TV
- 1989 – Maskrosbarn
- 1994 – Bert (TV-serie)
- 1995 – Bert – den siste oskulden (som Camilla Gevert)
- 2003 – Hus i helvete
- 2007 – Melodifestivalen (TV-serie)
- 2008 – Tingeling (röst som Vidia)
- 2009 – Melodifestivalen (TV-serie)
- 2009 – Eurovision Song Contest (TV-serie)
- 2009 – Så olika
- 2009 – Prinsessan och grodan (röst som Eudora)
- 2010 – Tingeling och älvornas hemlighet (röst som Vidia)
- 2011 – Inför Eurovision Song Contest (TV-serie)
- 2012 – Melodifestivalen (TV-serie)
- 2012 – Tingeling - Vingarnas hemlighet (röst som Vidia)
- 2014 – Kärlek deluxe
- 2014 – Tingeling och piratfen (röst som Vidia)
- 2014 – Tingeling - Legenden om Önskedjuret (röst som Vidia)
- 2018 – Sarahs sound of music (TV-serie)
- 2018 – Hellenius hörna (TV-serie)
- 2018–2019 – Så ska det låta (TV-serie)
- 2020 – Sveriges 12:a
- 2020 – Klassfesten (TV-serie)
- 2021 – Sing 2 (röst som Suki Lane)
- 2024 – Masked Singer Sverige (TV-serie) (som Prinsesstårtan)
- 2024 – Eurovision Song Contest 2024 (TV-serie) (som Lynda Woodruff)

## Teater

### Roller (ej komplett)
| År   | Roll             | Produktion                                          | Regi             | Teater                 |
| ---- | ---------------- | --------------------------------------------------- | ---------------- | ---------------------- |
| 2001 | Joanne Jefferson | Rent Jonathan Larson                                | Nick Bye         | Göta Lejon             |
| 2002 | Änkan            | Godspell Stephen Schwartz och John-Michael Trebelak | Ronny Danielsson | Parkteatern            |
| 2014 | Sally Bowles     | Cabaret John Kander, Fred Ebb och Joe Masteroff     | Ronny Danielsson | Uppsala Stadsteater    |
| 2015 | Sally Bowles     | Cabaret John Kander, Fred Ebb och Joe Masteroff     | Ronny Danielsson | Stockholms stadsteater |